# Oxalis bowiei
Oxalis bowiei là một loài thực vật có hoa trong họ Chua me đất. Loài này được Herb. ex Lindl. mô tả khoa học đầu tiên năm 1833.

## Hình ảnh

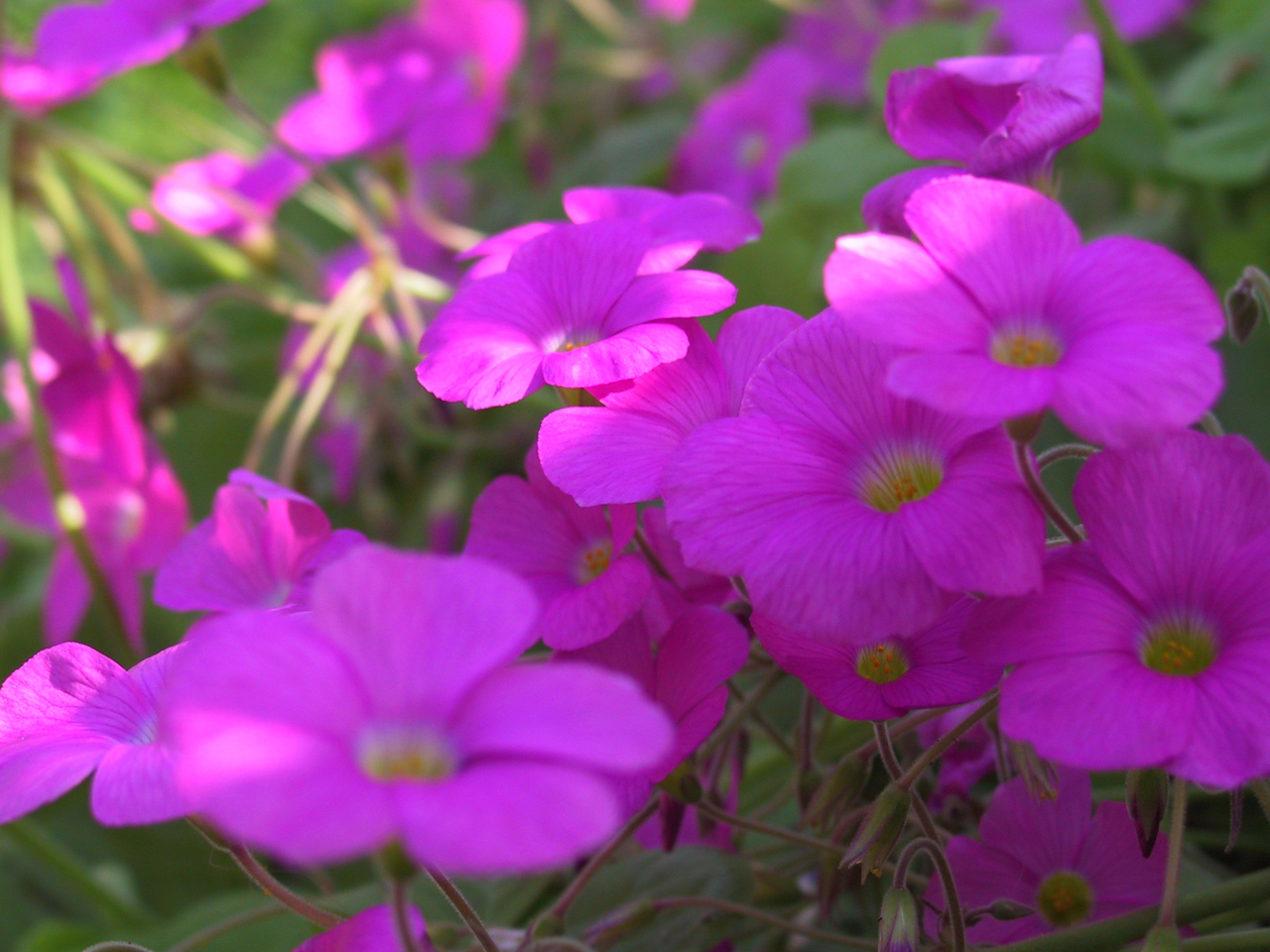